# Kamei Koremasa
Kamei Koremasa est un nom japonais traditionnel ; le nom de famille (ou le nom d'école), Kamei, précède donc le prénom (ou le nom d'artiste).
Kamei Koremasa (亀井 茲政, 1617-6 février 1681) est un daimyo du début de l'époque d'Edo de l'histoire du Japon, à la tête du domaine de Tsuwano. Il aide à la construction d'une partie du Kōdai-ji à Kyoto.

## Source de la traduction
- (en) Cet article est partiellement ou en totalité issu de l’article de Wikipédia en anglais intitulé « Kamei Koremasa » (voir la liste des auteurs).